# Mandagout
Mandagout är en kommun i departementet Gard i regionen Occitanien i södra Frankrike. Kommunen ligger i kantonen Le Vigan som tillhör arrondissementet Le Vigan. År 2022 hade Mandagout 370 invånare.

## Befolkningsutveckling
Antalet invånare i kommunen Mandagout
Referens:INSEE